# Suore di Sant'Elisabetta del Terz'ordine di San Francesco (Jablunkov)
Le Suore di Sant'Elisabetta del Terz'Ordine di San Francesco, di Jablunkov, sono un istituto religioso femminile di diritto pontificio.

## Storia
La congregazione deriva dalle elisabettine fondate nel 1622 ad Aquisgrana da Apollonia Rademacher.
Il monastero di Jablunkov fu fondato tra il 1850 e il 1863 da un gruppo di elisabettine provenienti dalla comunità di Cieszyn e guidate da Bonaventura Sobotková.
Il monastero, autonomo secondo la tradizione delle elisabettine, era confederato con altri monasteri cechi e slovacchi (Praga, Brno, Bratislava, Kadaň). Il 30 dicembre 1929 la comunità fu aggregata all'ordine dei frati minori e i suoi statuti furono approvati dalla Santa Sede il 17 giugno 1931.
Con l'avvento al potere del regime comunista in Cecoslovacchia, tutte le corporazioni religiose furono soppresse; l'istituto si trasformò in congregazione religiosa di voti semplici.

## Attività e diffusione
Le elisabettine si dedicano alla cura dei malati.
La sede generalizia è a Jablunkov.
Alla fine del 2015 l'istituto contava 29 religiose e una sola casa.